# Siksto I.
Siksto I., papa od 115. do 125.

## Životopis
Bio je sin nekog Rimljanina imenom Pastor, iz područja Via Lata. Ime Sikst (lat. Xystus) vjerojatno je grčkog podrijetla. Prema Liberijevu katalogu papa, bio je rimski biskup u doba cara Hadrijana, to jest od oko 117. do 126.
Povjesničar Euzebije Cezarejski, međutim, u dva svoja spisa donosi i dvije kronologije. U Chroniconu kaže da je ovaj bio papa od 114. do 124., a u djelu Historia ecclesiastica kaže da mu je pontifikat trajao od 114. do 128. U svakom slučaju, stručnjaci se slažu da je bio papa oko deset godina. Prema zbirci Liber pontificalis, za svoga je pontifikata donio tri važne odluke:
- nitko, osim onoga koji predvodi liturgiju, ne smije za vrijeme posvete dodirivati kalež i patenu;
- biskupi koji su pohodili Svetu stolicu, po povratku u svoju dijecezu moraju pokazati apostolsko pismo kojim se potvrđuje njihovo puno zajedništvo s Petrovim nasljednikom;
- nakon predslovlja u misi, svećenik mora zajedno s narodom recitirati Sanctus.

U doba njegova papinstva pojavljuju se vjerojatno prve razlike u odnosu na istočne Crkve. Naime, zapadna je Crkva tada već slavila Uskrs, a na istoku taj običaj još nije bio poznat. Pripisane su mu dvije poslanice o nauku o Presveto Trojstvo (nauk) i o primatu biskupa Rima, koje su se međutim pokazale apokrifnima. Prema jednoj legendi Siksto I. poslao je prvoga misionara, biskupa Pelegrina, u Galiju.
Po smrti pokopan je u bazilici sv. Petra u Rimu. Prema drugim izvorima pokopan je u mjestu Alatra pokraj Rima. Različiti katalozi papa i martirologiji navode ga kao mučenika, no kako nema o tome ni dokaza ni dodatnih pojedinosti, i sama ga je Katolička Crkva isključila iz popisa obaveznih spomendana.
Rimski martirologij donosi o ovom papi sljedeće: